# Krita
Krita è un programma per il disegno e la modifica delle immagini incluso nella raccolta di programmi per ufficio KOffice, ridenominata Calligra Suite nel dicembre 2010. Progettato principalmente come applicazione per il disegno e la pittura digitale, ha ampie funzioni utili per il fotoritocco.
Come il resto di Calligra Suite, Krita è un software libero distribuito con licenza GPL.
È stato distribuito per la prima volta con KOffice 1.4.0, il 21 giugno 2005. Prima della pubblicazione era chiamato Krayon dagli sviluppatori, e prima ancora KImageShop, ma il rischio di incorrere in cause legali con ditte detentrici di marchi simili ha portato al cambio del nome.

## Descrizione
È paragonabile ad altri programmi di grafica, come GIMP o Adobe Photoshop, e ne ha già raggiunto molte delle caratteristiche più utili. Si tratta però di programmi molto più maturi, ed è lecito aspettarsi che Krita non ne eguagli ancora la velocità e l'ottimizzazione. Alcuni utenti hanno dichiarato di preferire l'interfaccia di Krita a quella, un po' atipica, di GIMP, e questo è un punto che ne ha portato avanti lo sviluppo.
La versione 1.5 di Krita contiene alcune funzioni non ancora inserite nella versione corrispondente di Gimp, come la gestione di CMYK, L*a*b e molti altri modelli di colore, con una densità di colore che va da 8 a 32 bit. Inoltre è previsto il supporto di strumenti di colorazione realistica, che imitino il disegno a matita e i pennelli a inchiostro o pittura, simulando anche l'asciugarsi del pigmento.
Krita 1.5 fornisce anche integrazione completa con KOffice, e permette, tra le altre cose, l'inserimento nelle immagini di testi scritti con KWord.
Dalla versione 2.0 distribuita nel maggio 2009, supporta il formato aperto OpenRaster, che ambisce ad essere l'equivalente libero di AdobePSD.
Dalla versione 3.0 distribuita nel maggio 2016, l'applicazione è disponibile in 69 lingue, inclusa la lingua italiana (le versioni 1.x e 2.x erano disponibili esclusivamente in inglese).
A partire dalla versione 3.1, uscita nel dicembre 2016, il programma ha ottenuto il pieno supporto per il sistema operativo Mac OS X.
Sono stati introdotti, inoltre, il supporto per il formato SVG e il supporto per i monitor HDR (solo sui sistemi operativi Windows) rispettivamente dalla versione 4.0 e 4.2.

## Curiosità
- Krita in lingua svedese significa matita o gessetto. Rita sempre in svedese vuol dire disegnare.
- La Krita Foundation ha più volte indetto campagne di finanziamento tramite Kickstarter con lo scopo di raccogliere fondi da destinare allo sviluppo del programma. La prima campagna, conclusa con successo, è stata avviata nel 2014 con l'obiettivo di far progredire più velocemente lo sviluppo di Krita[6]. Nel 2015 si è svolta con successo una seconda campagna, il cui obiettivo principale è stato quello di rendere Krita veloce quanto Photoshop[7]. Nel 2016 ha raggiunto il suo traguardo anche la successiva raccolta fondi, il cui guadagno servirà a finanziare il miglioramento degli strumenti di testo e vettoriali già presenti all'interno del programma[8].